# السكري (عالم لغوي)
أبو سعيد الحسن السكري (212 - 275 هـ / 827 - 888 م) عالم باللغة والأدب، راوية من أهل البصرة، اشتغل بجمع الشعر القديم و شرحه و أخبار القبائل مثل شعر امرؤ القيس والنابغة الذبياني وزهير بن أبي سلمى من الجاهليين، والكميت وذي الرمة والفرزدق من الأمويين، وأبي نواس من العباسيين.
هو أبو سعيد الحسن بن الحسين بن عبد الله بن عبد الرحمن بن العلاء بن أبي صفرة بن المهلب بن أبي صفرة الأزدي المهلبي السكري النحوي.
قال عنه الحافظ الذهبي: «العلامة البارع شيخ الأدب، سمع من يحيى بن معين وجماعة، وأخذ العربية من السجستاني والرياشي»، وقال فيه الخطيب البغدادي: «كان ديّنا ثقة صادقا يقرئ القرآن وانتشر عنه كثير من كتب الأدب».